# Quintina
La quintina, nel sistema tonale occidentale, è un gruppo irregolare che rappresenta cinque note suonate in un'unità di tempo. Insieme alla settimina, undicesima ecc. costituiscono i gruppi irregolari per eccellenza per formazione non presentando né ritmo binario né ritmo ternario.
Le quintine possono essere considerate, a seconda del tempo in cui si trovano, sovrabbondanti (ad esempio una quintina di semicrome posta all'interno di un tempo semplice come il 24) oppure insufficienti (ad esempio una quintina di semicrome posta all'interno di un tempo composto come il 68).
Dal punto di vista matematico, la quintina equivale a una divisione di un'unità di tempo in cinque quindi: 1/5 + 1/5 + 1/5 + 1/5 + 1/5 = 1
La quintina è rappresentata da una legatura che unisce le cinque note (che non è da considerare né una legatura di valore né una legatura di portamento) e un 5 scritto sopra.